# IC 1597
IC 1597 ist eine Balken-Spiralgalaxie vom Hubble-Typ SBb im Sternbild Tukan am Südsternhimmel. Sie ist schätzungsweise 262 Millionen Lichtjahre von der Milchstraße entfernt.
Das Objekt wurde im Jahr 1899 von DeLisle Stewart entdeckt.